# Хумац (Горњи Вакуф-Ускопље)
Хумац је насељено место у Босни и Херцеговини у општини Горњи Вакуф-Ускопље. Административно припада Федерацији Босне и Херцеговине, односно њеном Средњобосанском кантону. Према попису становништва из 2013. у насељу је било 176 становника, а већинско становништво у насељу били су Хрвати.

## Становништво
По последњем службеном попису становништва из 2013. године у насељу Хумац живело је 176 становника, а село је било етнички хомогено са већинском хрватском популацијом.
| Националност | 2013. | 1991.        | 1981. | 1971. |
| Бошњаци      | —     | 0            | —     | —     |
| Хрвати       | —     | 197 (100,0%) | —     | —     |
| Срби         | —     | 0            | —     | —     |
| остали       | —     | 0            | —     | —     |
| Укупно       | 176   | 197          | —     | —     |